# Special Olympics Deutschland Winterspiele 2017

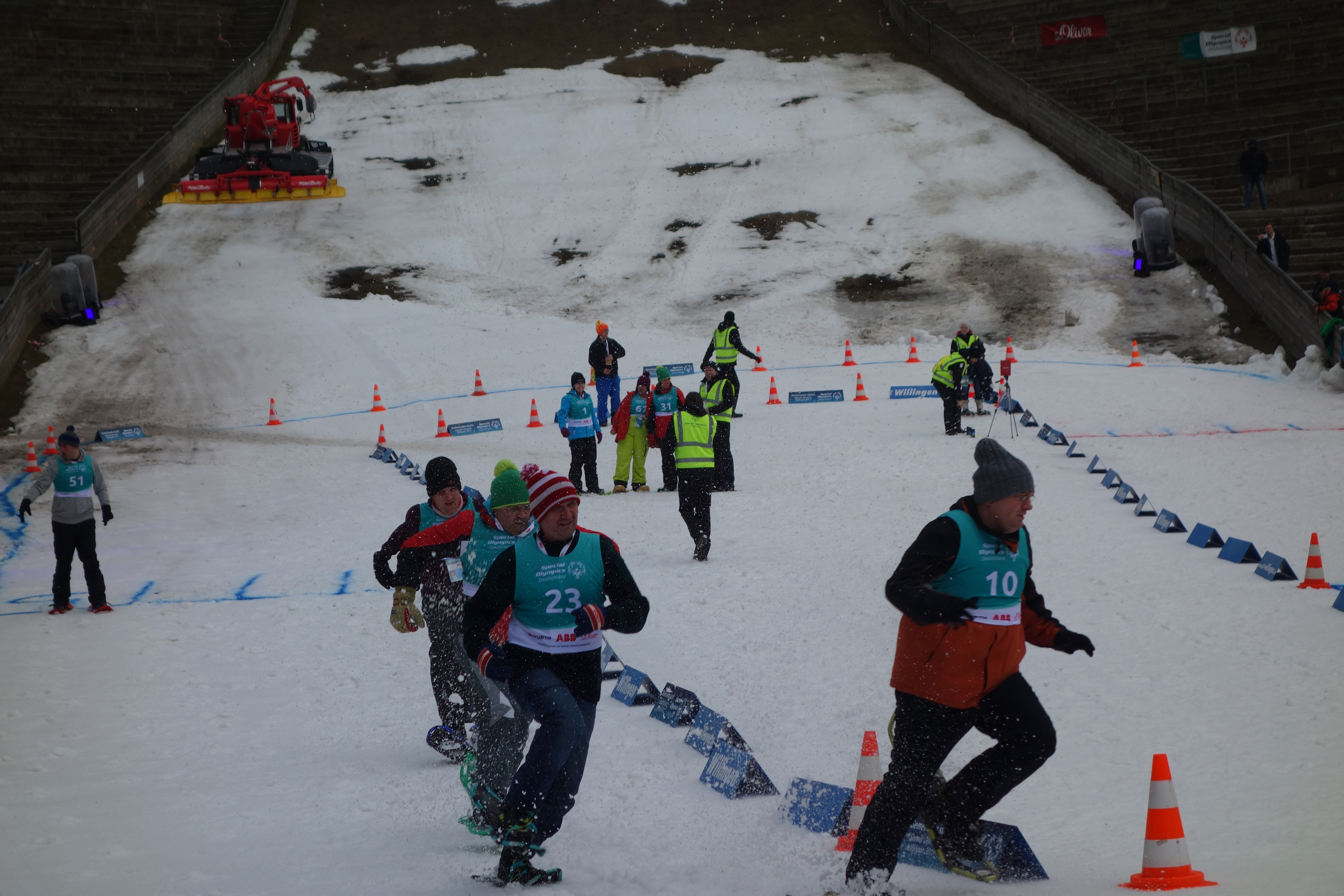
Schneeschuhlauf an der Mühlenkopfschanze

Die Special Olympics Deutschland Winterspiele 2017 fanden von 6. bis 9. März 2017 in Willingen im Sauerland statt. Sie wurden von Special Olympics Deutschland (SOD) für Menschen mit geistiger Behinderung und Mehrfachbehinderung als Special Olympics National Games veranstaltet.

## Sportarten
Die bei den Special Olympics Deutschland Winterspiele 2017 vertretenen Sportarten waren:
- Eiskunstlauf
- Eisschnelllauf
- Floorball
- Schneeschuhlaufen
- Ski Alpin (Slalom und Riesentorlauf)
- Ski Nordisch (Langlaufen)
- Snowboard (Slalom und Riesentorlauf)

## Wettkampfstätten
Die Wettkampfstätten befanden sich in der Eissporthalle Willingen, in der Sporthalle der Uplandschule, in der EWF-Biathlon-Arena, an der Ettelsberg-Seilbahn und an der Mühlenkopfschanze. In der Eissporthalle Willingen waren die Wettbewerbe Eiskunstlauf und Eisschnelllauf. In der Sporthalle der Uplandschule wurde Floorball gespielt. In der EWF-Biathlon-Arena fand der Skilanglauf statt. An der Skipiste am Ettelsberg wurde Ski Alpin und Snowboard gefahren. An der Mühlenkopfschanze war das Schneeschuhlaufen. Am Besucherzentrum Willingen bzw. der Olympic Town fand ein Wettbewerbsfreies Angebot in sieben Sportarten und das Gesundheitsprogramm Healthy Athletes statt. Das Wettbewerbsfreie Angebot wurde vom Evangelischen Fröbelseminar in Korbach im Unterricht entwickelt. In der Olympic Town fanden auch die Siegerehrungen statt.
An Mühlenkopfschanze fanden die Eröffnungsfeier und die Abschlussfeier statt. Eröffnet unter dem Motto „Gemeinsam stark“ wurden die Special Olympics Deutschland 2017 am 6. März von Bundestags-Vizepräsidentin Ulla Schmidt. Dabei waren auch Hessens Sportminister Peter Beuth, die Beauftragte der Bundesregierung für die Belange von Menschen mit Behinderung Verena Bentele, die Botschafter der Special Olympics Deutschland Anna Maria Kaufmann und Frank Busemann und 2000 Teilnehmern. Zur Eröffnung gab es ein offizielles Zeremoniell mit Fahne, Hymne, Flamme und Eid.
Ein „Gesicht der Spiele“ war der Skispringer Severin Freund.

## Teilnehmer
An den Special Olympics Deutschland Winterspiele 2017 nahmen rund 700 Athleten und 34 Unified Partner (Nichtbehinderte Sportler) teil. Hinzu kamen 350 Trainer und Betreuer, etwa 500 freiwillige Helfer, 950 Tagesteilnehmer beim Wettbewerbsfreien Angebot und 200 Angehörige. Unter den freiwilligen Helfern, Volunteers genannt, waren auch Mitarbeiter von Firmen. So stellte ABB 100 Volunteers und trug die Reise- und Hotelkosten. Die Teilnahme der Firmenmitarbeiter war freiwillig. Die Volunteers nehmen für die Zeit der Spiele Urlaub oder Zeitausgleich.

## Unruhe um Sponsorengelder
Zu Beginn der Special Olympics Deutschland 2017 wurde eine Recherche von ARD-Reportern über die Akquise von Sponsorengeldern für Special Olympics Deutschland durch eine Vermittlungsfirma Metatop für drei Landesverbände bekannt. Laut ARD flossen jahrelang nur etwas mehr als ein Drittel der Sponsorengelder tatsächlich an die Landesverbände. Zwei Drittel der Sponsorengel soll Metatop behalten haben. Metatop stritt die Vorwürfe jedoch entschieden ab.
Der Länderrat von Special Olympics Deutschland (SOD) gab am 6. März ein Statement zu Sponsorengeldern ab. Dabei ging es um Standards und Grundsätze der Sponsorengelder. Der Länderrats von SOB beschloss, die Standards zur Mittelbeschaffung zu konkretisieren und fortzuschreiben, die sich am Spendensiegel des Deutschen Zentralinstituts für soziale Fragen orientieren. Der Vorsitzende des Länderrats, Frank Diesener, erläuterte: „Wir gewährleisten damit, dass sich alle unsere Gremien, Verbände und Organisationen an unsere einheitlichen Standards halten. Diese werden verbindlicher Teil der Akkreditierungsvereinbarung“.